# Perasia teligera
Perasia teligera är en fjärilsart som beskrevs av Walker 1867. Perasia teligera ingår i släktet Perasia och familjen nattflyn. Inga underarter finns listade i Catalogue of Life.